# Ramariopsis costaricensis
Ramariopsis costaricensis är en svampart som beskrevs av L.D. Gómez 1972. Ramariopsis costaricensis ingår i släktet Ramariopsis och familjen fingersvampar.   Inga underarter finns listade i Catalogue of Life.